# Epilobium australe
Epilobium australe là một loài thực vật có hoa trong họ Anh thảo chiều. Loài này được Poepp. & Hausskn. mô tả khoa học đầu tiên năm 1884.